# Agave bulliana
Agave bulliana ist eine Pflanzenart aus der Gattung der Agaven (Agave) in der Unterfamilie der Agavengewächse (Agavoideae). Das Artepitheton bulliana ehrt den Pflanzenhändler William Bull (1828–1902) aus Chelsea.

## Beschreibung
Agave bulliana wächst meist einzeln. Ihre halbfleischigen Wurzeln besitzen ein drahtiges Zentrum. Die zylindrischen Rhizome sind 1 bis 3 Zentimeter lang und 1,5 bis 2,5 Zentimeter breit. Die zwei bis vier (selten ein bis fünf) papierartigen, dünnen und faserigen Laubblätter sind aufrecht oder gelegentlich etwas von der Mitte an zurückgebogen. Häufig sind sie verdreht. Die Laubblätter besitzen eine deutliche Mittelrippe und sind über dieser leicht rinnig. Die flache, breit wellige oder zurückgerollte Blattspreite ist linealisch-lanzettlich bis verkehrt lanzettlich und zu ihrer Basis hin verschmälert. Sie ist 20 bis 47 (selten bis 62) Zentimeter lang und 1,3 bis 5,2 (selten 0,7 bis 6,9) Zentimeter breit. Ihre hell- bis dunkelgrüne Oberfläche ist matt, zur Basis hin häufig magentafarben getupft und kann gefleckt sein. Die papillaten Blattadern stehen auf beiden Blattseiten leicht hervor. Die Fasern an den alten Blattbasen sind 7 bis 10 (selten bis 12,5) Zentimeter lang. Die sehr schmalen Blattränder sind hyalin, papillat bis ausgenagt-papillat oder papillat-gezähnelt.
Der „ährige“ Blütenstand erreicht eine Höhe von 90 bis 200 Zentimeter und mehr. Der verlängerte blütentragende Teil ist 17,5 bis 47 (selten 9 bis 83,5) Zentimeter lang und trägt vier bis 22 blühende Knoten mit paarig angeordneten Blüten. Ihr Blütenstiel weist eine Länge von 3 bis 46 (selten bis 68) Millimeter auf. Die Blüten sind durch eine abrupte Biegung der Perigonröhre funktional hängend. Der ellipsoide Fruchtknoten ist 4 bis 8 (selten bis 12) Millimeter lang. Die Perigonblätter sind außen weiß, graugrün oder trübgrün und rot überhaucht. Innen sind sie weiß oder cremefarben. Die Röhre ist in der Mitte oder ein Drittel über dem Fruchtknoten gebogen. Sie ist unten schmal, über der Biegung abrupt erweitert und 15 bis 27 (selten ab 11) Millimeter lang. Die ausgebreiteten, breit dreieckigen Spitzen weisen eine Länge von 4 bis 9 (selten 3 bis 10) Millimeter auf. Der Griffel ist so lang wie die Röhre, oder auch länger. Die Blütezeit reicht vom späten Juli bis in den frühen September.
Die Früchte weisen eine Länge von 1 bis 1,9 Zentimeter und eine Breite von 1 bis 1,4 Zentimeter auf. Sie enthalten 2,5 bis 3 Millimeter lange und 3,4 bis 4 Millimeter breite Samen.

## Systematik und Verbreitung
Agave bulliana ist in den  mexikanischen Bundesstaaten Durango, Aguascalientes, Jalisco, Nayarit, Michoacán und Zacatecas an trockenen Felshängen und Straßeneinschnitten, in Kiefern-Eichen-Grasland oder in schattigen, feuchten Tobeln in Höhenlagen von 1150 bis 3100 Metern  verbreitet.
Die Erstbeschreibung als Polianthes mexicana durch Joseph Gerhard Zuccarini wurde 1837 veröffentlicht. Joachim Thiede und Urs Eggli stellten die Art 1999 in die Gattung Agave. Da bereits die Art Agave mexicana Lam. (1783) existierte, leiteten sie den neuen Namen vom zweitältesten Synonym Bravoa bulliana Baker (1884) ab. Weitere Synonyme sind Prochnyanthes bulliana (Baker) Baker (1895), Prochnyanthes mexicana (Zucc.) Rose (1903) und Prochnyanthes viridescens {{Person">S.Watson}} (1887).
Die Art gehört in die Untergattung Manfreda und wird dort als einzige Art der Prochnyanthes-Gruppe zugeordnet.

## Nachweise

## Weiterführende Literatur
- Arturo Castro-Castro, Aarón Rodríguez, Georgina Vargas-Amado, Raymundo Ramírez-Delgadillo: Variación Morfológica del Género Prochnyanthes (Agavaceae). In: Acta Botánica Mexicana. Nummer 92, 2010, S. 29–49.
- R. McVaugh: Prochnyanthes S. Wats. In: Flora Novo-Galiciana. Band 15, 1989 (online).